# Heptasteornis
Heptasteornis (ceea ce în latină înseamnă „a șaptea pasăre a cetății”) este unul dintre puținii dinozauri carnivori descoperiți în România. El avea 1,5-2 metri, a trăit în Cretacic, în etapa Mastrichian, în Hațeg și făcea parte din ordinul Saurischia, clasa Theropoda, familia Dromaeosauride. Când a fost descoperit s-a crezut că este o specie de bufniță, dar ulterior s-a descoperit că este o specie nouă de dinozaur.